# Angaraes (tỉnh)
Tỉnh Angaraes (tiếng Tây Ban Nha: Provincia de Angaraes) là một tỉnh thuộc vùng Huancavelica của Peru. Tỉnh Angaraes có diện tích 1959 km², dân số thời điểm theo điều tra dân số ngày 11 tháng 7 năm 1993 là 43060 người. Tỉnh lỵ đóng ở Lircay.